# 赤木鉄夫
赤木 鉄夫（あかぎ てつお、1899年〈明治32年〉9月14日 - 没年不明）は、昭和時代前期の逓信官僚。陸軍司政長官。

## 経歴
伊勢次郎の三男として岡山県に生まれる。旧制岡山中学、旧制六高を経て、1924年（大正13年）に東京帝国大学法学部独法科を卒業する。逓信省に奉職し、同省経理局主計課勤務、釧路郵便局長、中央電話局府加入課長、札幌逓信局規画課長、広島逓信局監督課長、地方海員審判所審判官、東京地方逓信局海事部長、東京都市逓信局監督課長、中央航空研究所総務部長、貯金局総務課長、逓信書記官・逓信官吏練習所長を経て、1942年（昭和17年）8月、陸軍司政長官に就任した。1944年（昭和19年）8月、名古屋逓信局長に就任した。
戦後、玉野市長選に立候補するも落選した。